# Campionato italiano di Formula 3 2003
Il Campionato italiano di Formula 3 2003 fu il trentanovesimo della serie. Fu vinto da Fausto Ippoliti della scuderia Target Conrero su Dallara F303-Opel.